# Galicija (Žalec, Slovenija)
Galicija je naselje u slovenskoj Općini Žalecu. Galicija se nalazi u pokrajini Štajerskoj i statističkoj regiji Savinjskoj. 

## Stanovništvo
Prema popisu stanovništva iz 2002. godine naselje je imalo 530 stanovnika.